# Henriette Fuchs
Henriette Fuchs, née Henriette Ledoux le 12 mars 1841[réf. nécessaire] à Paris et morte le 21 juillet 1927 dans la même ville, est une cantatrice et critique musicale des débuts de la Troisième République. 

## Biographie

### Enfance et famille
Sœur de l'industriel Charles Ernest Ledoux , Emma Henriette Ledoux apprend le piano sous la direction de Théodore Ritter et le chant sous la direction de Delsarte. Elle est soprano. 
Elle épouse en 1863 l'ingénieur Edmond Fuchs (1837-1889). Le couple a quatre enfants, dont Élisabeth Fuchs, pionnière du scoutisme féminin en France. 

### Carrière
Après s'être produite dans des salons mondains aussi bien qu'à des galas de charité, elle a l'idée de fonder avec son mari la société musicale Concordia, destinée à diffuser la connaissance et traduire les œuvres chorales les plus diverses (d’Acis et Galatée de Lulli à la Rédemption de Gounod) auprès du public français. Elle s'assure pour les concerts la collaboration de plusieurs célébrités, comme les organistes Charles-Marie Widor et Alexandre Guilmant, ou le jeune pianiste Claude Debussy.
Traductrice de plusieurs pièces de l'allemand, elle a collaboré au Temps, à la Revue générale et à la Revue chrétienne.
Veuve, Henriette Fuchs meurt en 1927. Elle est inhumée deux jours plus tard au cimetière du Montparnasse.

## Écrits
- Le Bicentenaire de Bach. La Passion selon saint Matthieu, à Bâle, le 31 mai 1885
- L’Opéra et le drame musical d'après l'œuvre de Richard Wagner (1887)

## Source
- C.-E. Curinier, Dictionnaire national des contemporains, vol. 2, Paris, Office général d'éd. de librairie et d'impr., 1899-1919, p. 222-223